# Škoda Favorit
El Škoda Favorit fue un modelo de vehículo producido por la compañía checoslovaca Škoda, presentado en 1987 en la feria comercial de la ciudad de Brno, y comercializado desde 1988 y hasta 1995. Fue el primer coche, aparte del Lada Samara y el Trabant 601; dentro de los países del bloque comunista en tener sistema de tracción delantera. Lo sucedió el Škoda Felicia.

## Historia

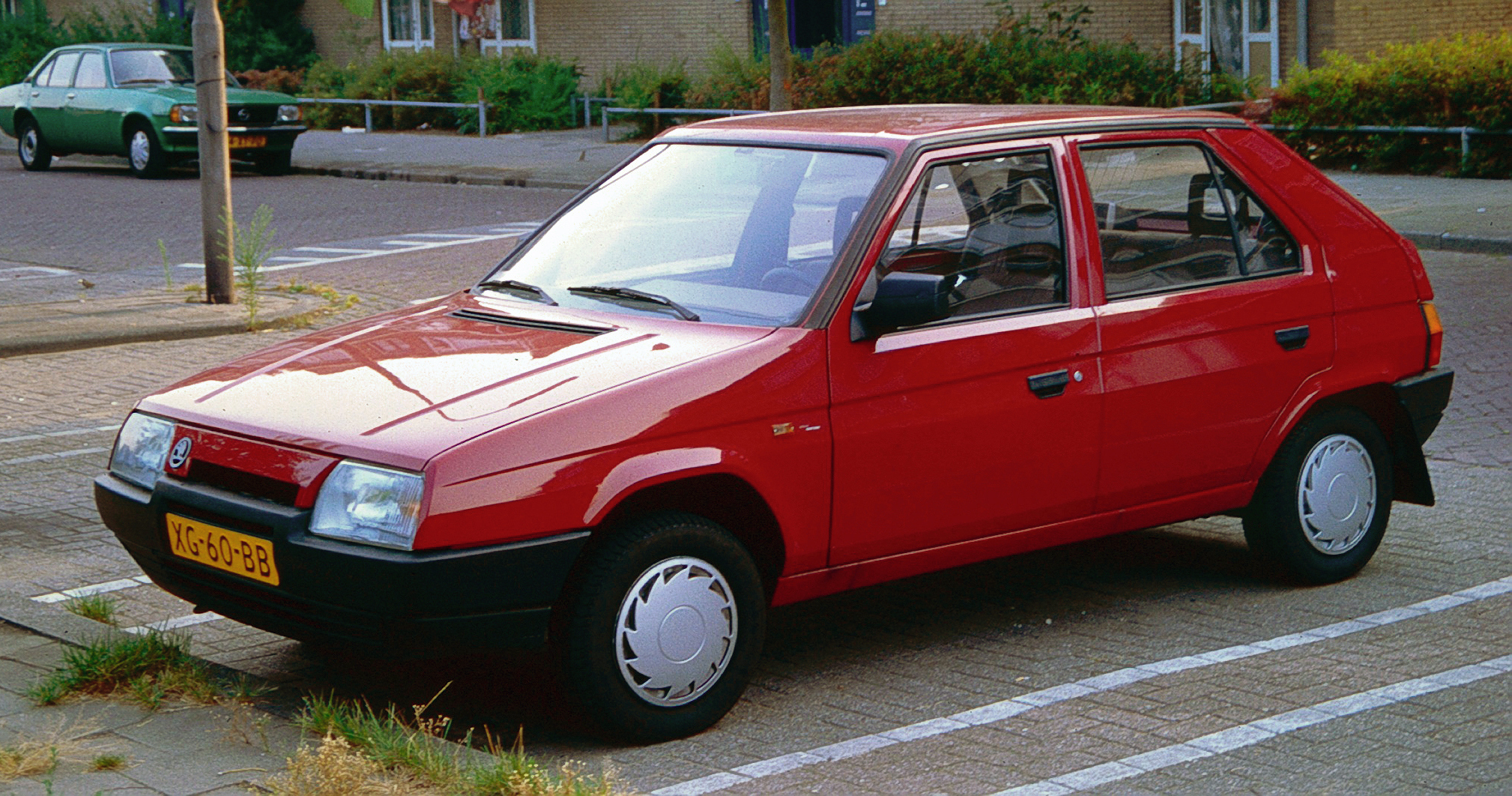
Skoda Favorit modelo 1989.

Se supone que Škoda tuvo listo el diseño del Favorit en 1982, pero por problemas presupuestarios no desarrolló el vehículo sino  hasta 1987. Sin embargo en esos años el diseño y los prototipos del Škoda Favorit se creyó que habían sido robados por los soviéticos, quienes con los planos del Škoda Favorit supuestamente habrían desarrollado el Lada Samara, incluso en algunos países de occidente donde la marca Škoda no es muy conocida mucha gente al ver un Škoda Favorit cree erróneamente que es un Lada Samara, cosa que se desmintió por parte de rusos y checos, quienes dijeron que, tanto mecánica como estéticamente; dichos coches eran totalmente diferentes. Primero, el propulsor del Škoda es de desarrollo propio, mientras que el del Lada Samara es una mejora del equipado en el Fiat 124 italiano, evolucionado y reciclado incontables veces por la AvtoVAZ para su propio mercado. Posteriormente a la salida del hatchback, se agregó una versión station wagon llamada Škoda Forman, también con una motorización de 1289 centímetros cúbicos.
A comienzos de la década de 1990 la empresa alemana Volkswagen adquiere las instalaciones y la propia marca de coches Skoda y decide el mantener al modelo Favorit y su versión station wagon denominada Forman por un par de años más por sus cualidades, pero ante la calidad del producto decidió que a partir del dúo Favorit-Forman se desarrollaría un nuevo modelo, el que resultaría ser el Škoda Felicia.

## Descripción
Su motor era un tradicional 1289 centímetros cúbicos diseñado y construido por Škoda, en tanto que el diseño de su carrocería fue encargado al destacado diseñador italiano Bertone. El Škoda Favorit resultó un éxito debido a su bajo precio, su alta calidad mecánica y una innovadora y juvenil carrocería.
El diseño fue tan innovador para lo que se conocía del fabricante checoslovaco que inmediatamente reposicionó a Škoda en los mercados occidentales, donde la marca había perdido presencia debido a que durante el régimen comunista la inversión en diseño e investigación en nuevas tecnologías había disminuido fuertemente, ofreciendo vehículos anticuados, incluso durante las décadas de 1970 y 1980, los pocas unidades de éste coche de la Škoda que se vendían en Occidente era gracias a la fiablilidad de su carrocería y motor y el bajo precio final, pero no por su diseño o equipamiento.